# Zelolessica cheira
Zelolessica cheira is een schietmot uit de familie Helicophidae. De soort komt voor in het Australaziatisch gebied.